# Brunel Award
Der Brunel Award ist eine Auszeichnung, mit dem Eisenbahngesellschaften für herausragende Leistungen in den Bereichen Architektur, Grafik, Industriedesign, Kunst, technische Infrastruktur, Einbettung in die Umwelt und Rollmaterial gewürdigt werden. Der Name des Preises ist eine Hommage an den britischen Ingenieur Isambard Kingdom Brunel, dem Gründer und Erbauer der Great Western Railway.
Verliehen wird der Preis von der Watford Group, einer internationalen ehrenamtlichen Organisation, die sich aus Architektur- und Designfachleuten zusammensetzt. 

## Preisverleihungen
Die Preisverleihungen werden von Eisenbahngesellschaften organisiert und finden alle zwei oder drei Jahre an wechselnden Orten statt. Erster Austragungsort war im Jahr 1985 die britische Stadt Bristol, einer der Endpunkte der Great Western Railway. Die Preisverleihung erfolgte damals durch Königin Elisabeth II.

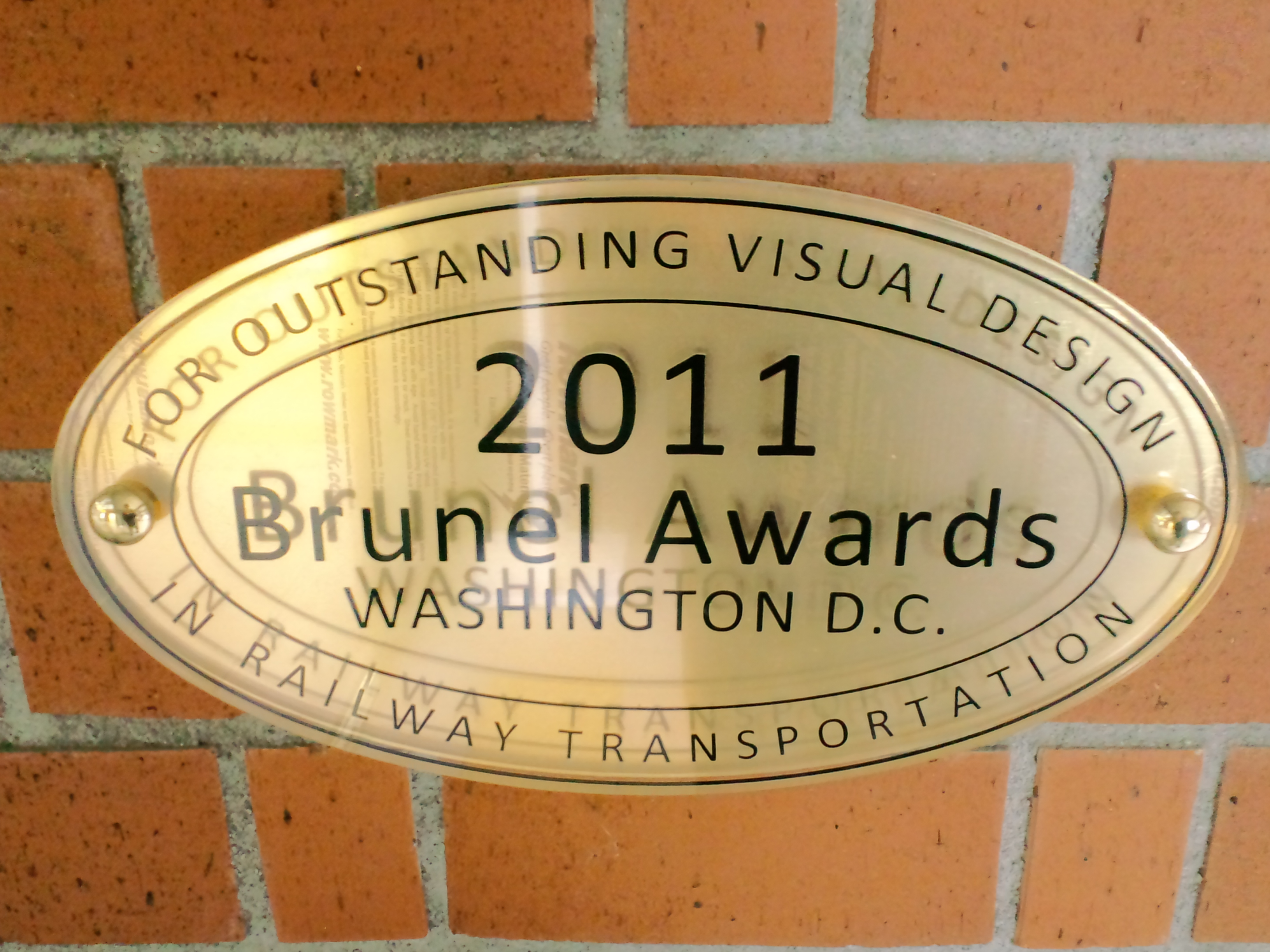
Auszeichnungsplakette für den Bahnhof Iwamizawa in Japan (2011)

| Jahr | Ort              | Organisator                                          | Besonderer Grund der Veranstaltung                                                                                | Preisträger                                                                 |
| ---- | ---------------- | ---------------------------------------------------- | --- | --------------------------------------------------------------------------- |
| 1985 | Bristol          | British Rail                                         | 150. Jubiläum der Great Western Railway                                                                           |                                                                             |
| 1987 | Wien             | Österreichische Bundesbahnen                         | 150 Jahre Eisenbahnen in Österreich                                                                               |                                                                             |
| 1989 | Amsterdam        | Nederlandse Spoorwegen                               | 150 Jahre Eisenbahnen in den Niederlanden                                                                         |                                                                             |
| 1992 | Madrid           | Renfe                                                | 50. Jubiläum von Renfe, Eröffnung der Schnellfahrstrecke Madrid–Sevilla, Expo 92 und Olympische Sommerspiele 1992 |                                                                             |
| 1994 | Washington, D.C. | Foundation for Railway and Transportation Excellence | | Graz Hauptbahnhof für behindertenfreundliche Gestaltung des Personentunnels |
| 1996 | Kopenhagen       | Danske Statsbaner                                    | |                                                                             |
| 1998 | Madrid           | Renfe                                                | 150 Jahre Eisenbahnen in Spanien                                                                                  |                                                                             |
| 2001 | Paris            | SNCF                                                 | Eröffnung der LGV Méditerranée                                                                                    |                                                                             |
| 2005 | Kopenhagen       | Danske Statsbaner                                    | |                                                                             |
| 2008 | Wien             | Österreichische Bundesbahnen                         | |                                                                             |
| 2011 | Washington, D.C. | Center for Industrial Design in Transportation       | | Churer Bahnhof der SBB von Conradin Clavuot; Winterhafenbrücke, Wien        |
| 2014 | Amsterdam        | Nederlandse Spoorwegen, ProRail                      | 125. Jubiläum des Bahnhofs Amsterdam Centraal und 175 Jahre Eisenbahnen in den Niederlanden                       |                                                                             |

## Kategorien
Zu Beginn wurden Auszeichnungen in vier Kategorien verliehen; im Jahr 2011 kam die Kategorie 3 hinzu:
- Kategorie 1: Bahnhöfe
- Kategorie 2: Technische Infrastruktur
- Kategorie 3: Güterbahnhöfe und sonstige Infrastrukturbauten
- Kategorie 4: Industriedesign, Markenmanagement, Grafik, Ausstattung
- Kategorie 5: Schienenfahrzeuge